# 2024年6月澳門
2024年6月澳門是指澳門在2024年6月發生的重大新聞事件。

## 6月1日
- 《保守國家秘密法》正式生效[1]。
- 大賽車博物館擴建後重開三周年，免費開放並設特備活動，創新傳承澳門格蘭披治大賽車文化，增強“旅遊+”聯動效應，豐富居民和旅客體驗，增添世界旅遊休閒中心的內涵。旅遊局另計劃不斷加入新元素，例如與樂高合作和舉辦特展等，亦希望在來屆賽事舉辦前完成館內回憶長廊的改造，改為LED互動遊戲區，藉此給予觀衆新鮮感[2]。
- 受熱帶風暴馬力斯影響，地球物理氣象局於5月31日下午4時改發三號風球並發出26小時，隨著“馬力斯”於廣東內陸消散，氣象局於當天下午6時取消所有風球並改發強烈季候風信號。帶來的狂風驗雨導致部分建築物外牆剝落或石屎鬆脫、樹木倒塌及輕微山泥塌下[3]。橫琴口岸巴士總站懷疑有水馬被強風吹到，導致4名8至10歲持往來港澳通行證的女童走避不及一度被壓住，各人分別手部或耳朵擦傷，經初步包紮後登上救護車送院治理[4]。

## 6月2日
- 澳門旅遊局為推廣“無處不旅遊”，分兩階段在澳門不同社區打造期間限定的嶄新“打卡點”。項目首階段在北區開展並分三部分進行，其中第三部份 - 文字地標“Hello澳門街”裝置已於日前完成安裝，即日起在北區6個地點展示，推廣澳門匠人獨創的“文字”文化，打造本土味道的文字裝置，創造更多元化的“旅遊＋”體驗，引客入區遊覽消費，促進社區旅遊經濟[5]。

## 6月3日
- 一名31歲中國大陸無業男子經網絡遊戲結識一名本地女中學生後，他以三個不同身份誘騙女學生拍攝裸照後，勒索女學生八千元及要求她到珠海市某酒店進行性行為。澳門司警據報要求中國大陸公安機關將男子拘捕，揭發他分飾三個身份犯案。司警局已將事件通報教青局跟進處理[6]。
- 受西南氣流和冷空氣交匯影響，澳門出現暴雨天氣，地球物理氣象局一度發出紅色暴雨警告信號3小時，期間澳門半島錄得最高一小時累積雨量約65毫米，多處低窪地區及行車隧道出現水浸，交通大受影響，所有非高等教育階段下午停課。氣象局指該暴雨天氣發展變化相當急速：在上午7時半監測到位於澳門西南方正有雨區發展，但其強度仍然較弱，隨後該雨區不到一小時內急速增強，因應其發展，氣象局先後發出黃色及紅色暴雨警告信號[7]。
- 澳門輕軌石排灣線工程竣工，公共建設局於5月下旬臨時接收[8]。
- 澳門特別行政區獲當選為中國2025年“東亞文化之都”，澳門將持續發揮中西文化薈萃、國際交流廣泛的優勢，進一步深化東亞的文化和旅遊交流合作，向世界講好中國故事，為澳門作為國際大都市增添一面亮麗的 “金名片”[9]。
- 橫琴澳門新街坊中學項目工程於5月27日正式動工，預計2026年建成。至於區內商鋪已進場並進行裝修工程，預計7月起陸續開業，類型涵蓋超級市場、各類餐飲、零售商舖、咖啡店、茶餐廳、藥房、便利店、理髮店及銀行等[10]。

## 6月4日
- 六四事件35周年，澳門民主發展聯委會於受修改《澳區國安法》及法院明確裁定犯法而解散，燭光集會自2022年起停辦，議事亭前地一帶加派警員巡邏，部分本地民主派人士則在個人專頁以圖文內容紀念「六四」[11][12]。各報章、媒體上亦漸少提及「六四」，相關的報道及專題更是少見[13]。
- 澳門新中央圖書館工程展開首期拆卸愛都酒店、建造新圖書館基礎及地庫的工程，由明信建築置業有限公司獲得判給，造價為6,978萬元，預計在2025年12月完成，最長施工期為450個工作天[14]。
- 澳門被列為2025「東亞文化之都」，文化局及旅遊局分別都表示，當局會用好這張新金名片，宣傳推廣澳門，講好「中國故事」[15]。

## 6月5日
- 政府公布「有機資源回收中心的設計、建造及經營批給」的合同摘錄。按照規定，特區需要支付設計及建造工程費用、安全項目投入計劃津貼，財政援助，承批公司則向特區支付四項收益的30%作為經營的金錢回報，也要支付超過6,000萬元的擔保[16]。
- 公共建設局公布，內港（南）雨水泵站及下水道整體工程已完成超過六成。該局表示，定期對施工所影響區域的排水系統進行檢查及增加泵水設施，減低風雨季引發水浸情況[17]。
- 《澳門環境狀況報告2023》公布。報告指出，旅客量及本地人口的增加，加上一些新旅遊娛樂設施投入運作，導致收費用水量、耗電量及棄置的城市固體廢物量等環境指標較2022年有所上升，並接近2019年水平。另外，本地溫室氣體估算排放量按年有所上升[18]。
- 全球高等教育研究機構QS（Quacquarelli Symonds）公佈 2025年世界大學排名，涵蓋約1500所大學，澳門大學排名第245位，較2024年上升9位，而澳門科技大學的排名亦從第505位升至第464位，較2024年上升41位[19]。

## 6月6日
- 澳門都市更新股份有限公司表示，正推進祐漢七棟樓群中的順利樓地段申請規劃條件圖工作，並澄清這與行政長官提及年內啟動祐漢新邨順利樓之都更實兩者不同，後者應為北側已拆卸、現為休憩區的部分[20]。至於橫琴澳門新街坊方面，共售出約1,200個單位，停車位開售近兩周共錄得約350個成交，買家年齡為24至44歲佔超過6成[21]。
- 澳門婦女聯合總會發布“2024年澳門居民婚育意願調查”，居民的生育意願平均分僅4.76分(10分為滿分)，相較2023年生育調查的6.33分下降了1.57分，適婚適育的青年群體生育意願分數亦顯著低於平均水平，同時發現青年人對婚姻與生育意願偏低。婦聯建議，推廣婚姻文化、經濟補貼、房屋供應、家庭照顧及輔助生育五方面，以組合拳方式支持居民婚姻與生育[22]。
- 台山公務員大廈業主代表見傳媒時表示，大廈已有59年樓齡，存在安全隱憂。他們已在2019年決議通過重建，在2020年申請規劃條件圖，2023年再次申請且在2024年二月批出。業主透過房地產公司向工務局補充文件，提交取到百分百業主同意重建的授權書。業主代表向傳媒坦言，預期兩個月可獲工務局批准建築工程計劃草案且批准更改合同，但至今仍未獲批，重建計劃停頓[23]。
- 新城A區B9地段公屋上蓋工程已竣工，根據公共建設局網站顯示，項目已臨時接收[24]。

## 6月7日
- 澳門貿易投資促進局於7月1日起更名為「招商投資促進局」[25]。
- 《小販管理制度》法律草案於行政會完成討論，擬引入「公開競投」的發牌機制，巿政署將按評審標準對競投者進行評分；法案也加入小販必須親自經營和持續經營等條款[26]。
- 《修改〈屋宇結構及橋樑結構之安全及荷載規章〉》行政法規草案正式生效，將停車場樓板的荷載由現時的每平方米二百千克調升至每平方米三百千克[27]。
- 首屆澳門國際兒童藝術節於7月4日至9月1日舉行，將帶來45項、逾1,000場次節目活動，料可吸引逾25萬人次觀眾，而總預算逾3,000萬元。當局冀藉此豐富演藝之都的藝文盛事，擦亮國際大都市「金名片」[28]。
- 交通諮詢委員會「公共運輸服務改善工作小組」日前舉行工作會議，探討多項巴士服務的安排構想，包括初探節假日氹仔舊城區巴士服務安排、端午節特別巴士路線安排，以及慕拉士大馬路公共房屋巴士站安排及探討相關監管設備之建議等[29]。

## 6月8日
- 端午節三天假期首日，入境旅客超過12萬人次，關閘為最多宥4.6多萬人次；大橋澳門口岸有2.7多萬人次。上午入境高峰時段，關閘東側上落客區出現輪候發財巴人龍，一度排出馬路，需由警員及職員協助疏導；兩間巴士公司在口岸設置諮詢站，並增設時節巴士路線，疏導乘客。港珠澳大橋澳門邊檢大樓酒店發財巴及巴士的候車乘客不多，但珠海公路口岸一度出現入境車龍[30][31]。

## 6月9日
- 端午假期第二日，入境旅客增加約14萬人次，中區旅遊區遊人如鯽，人手一機打卡拍照處處，部分手信店、食店生意暢旺。警方一度對大三巴街實施人潮管制措施，並首次在端午假期期間實施[32]。
- 橫琴粵澳深度合作區封關管理滿100天，據當局計，經「一線」橫琴口岸進出境車輛超六十萬架次，同比增長12.3%；約五十三萬三千人次澳門居民經「新家園通道」快速驗放，澳門居民攜帶七大類三百多種動植物產品過關更方便；目前六十一家企事業單位獲得免稅進口主體資格[33]。

## 6月10日
- 行政長官賀一誠出席葡國日、賈梅士日暨葡僑日慶祝酒會。他致辭時指出，澳門作為中葡關係的紐帶和橋樑，將進一步發揮中國與葡語國家商貿合作服務平台的功能，共同把握“一帶一路”的發展機遇，繼續支持和協助澳門、葡國及內地各界攜手合作，實現共同發展和進步[34]。
- 澳門國際龍舟賽落幕，體育局表示賽事舉辦成功，備受參賽隊伍肯定，而體育盛事效果也很理想，共吸引近六萬人次進場。他透露未來會與國際龍舟聯合會探討合作，包括舉辦賽事的可能性[35]。最後一日賽事最終中國南海九江分別衛冕澳門國際龍舟邀請賽標準龍500米公開組及女子組冠軍，而大學生邀請賽標準龍500米公開組由聊城大學奪得。行政長官賀一誠出席活動觀賞龍舟賽事，並主持點睛儀式及頒獎[36]。
- 在5月黑雨和6月紅雨警告生效期間，望廈體育中心和龍園一帶水浸較為嚴重，街總東北區坊會冀有關部門檢視區內水浸成因。市政署指於2024第一季已完成57,000米下水道清理，於公共渠道清出垃圾量逾260噸，清理雨水井6,200次，完成約3,100米下水道CCTV的影像記錄及分析，為雨季及颱風季做好準備[37]。

## 6月11日
- 中國載人航天工程第四批預備航天員選拔工作日前結束，共有10名預備航天員入選，包括8名航天駕駛員和2名載荷專家，各一人分別來自香港和澳門。澳門特別行政區政府衷心感謝中央政府對澳門參與國家航天事業的大力支持和厚愛，並熱烈祝賀國家載人航天工程第四批預備航天員選拔圓滿成功[38]。
- 社會文化司司長歐陽瑜表示，澳門協和醫院逐步新增各個專科門診等逐步提供服務，10月起正式營運，員工近179名，當中來自北京協和醫院的佔51名，從衛生局短期借調有18人[39]。政府暫無計劃修改照顧者津貼計劃，又或重制有關政策和法律，至2024年4月下旬共有超過260個照顧者家庭受惠，發放津貼金額合共約1,268萬元[40]。首期人才引計劃獲納入建議引進人才約400人，實達到預期成效。相關人才的學歷、年齡、產業範疇等資料及數據已公布於人才委網站，未來將按審批情況定期更新[41]。
- 治安警察局初步統計於6月8日至10日各口岸錄得192.2多萬人次出入境，其中入境旅客為34.2萬多人次，入境旅客主要經關閘、港珠澳大橋澳門邊檢大樓及橫琴口岸等主要口岸入境澳門[42]。

## 6月12日
- 《2023澳門廉政公署工作報告》刊登於《澳門特別行政區公報》。報告指出，廉署積極把握疫後復甦時機，在反貪、行政申訴及宣傳教育上力求精進。2023年共立案249宗，反貪及行政申訴分別佔102及123宗，另應境外執法機關請求開立協查個案24宗，不具立案條件歸檔或轉介予權限部門跟進的有387宗[43]。
- 受西南氣流帶來的雷雨天氣影響，地球物理氣象局一度於下午1時許發出黃色暴雨警告約2小時，世遺“金名片”大三巴牌坊有工作人員發現有一石塊懷疑由牌坊立面跌落，沒人受傷，事後被拉帶圍封並在現場豎牌及發稿表示因惡劣天氣及雷閃，景點內電力受到影響，要暫停開放並進行安全檢查及維護，在確認安全後將重新對外開放。文化局確認石塊來自牌坊，並承認該次「落石」是這麼長時間以來情況最大的一次，故會跟進調查石塊跌原位置及落石成，有結果再對外公布[44]。對於新城A區至新城B區跨海連接通道超出保護世遺景觀的批示，文化局回應指天橋的一部份落入批示的範圍，但天橋不是建築物，文化局沒有太大意見[45]。
- 民間流傳「政府投資四百億元搞元宇宙」非議不斷，經濟財政司在澳門立法會全體會議上澄清，政府沒有投入或直接投資數百億元在元宇宙產業或企業，只有資助引導相關方面發展[46]。至於“還息不還本”計劃措施是否延期，該司指政府經充分聽取各方意見和了解中小企困難後，預計很快會公布中小企貸款還息不還本措施會否再度延期，又呼籲銀行界多支持中小企[47]。
- 澳門輕軌股份有限公司公開2023年度營業帳目報告，當中輕軌總載客量超過240萬人次，較2022年上升約4倍，班次自2023年12月8日媽閣站延線通車後增加；票務收入方面為1,355萬5,972元，較2022年的不足100萬上升13倍，同時承繼2023年已開展的各項非票務收入項目。至於濱海巡航列車亦須定期按計劃進行檢查修理工作，以及列車的半大修工作，並開展下一階段列車大修的籌備工作，同時為推進2024年全面接管「協助澳門輕軌系統氹仔線的營運及維護服務合同」的工作為目標[48]。
- 自2023年起，中國大陸多個社交平台包括“小紅書”等推介訪澳旅客“0元遊澳門”，使用博企免費巴士和享用賭場內免費小食。旅遊局副局長程衛東出席電台節目「澳門講場」以「客觀數字」回應指反映旅客享用娛樂場的免費飲食之外，亦在澳門更多消費，但惹來其他聽眾批評更反映有關賭場免費飲食對不少中小企造成重大負面影響，更對社區經濟沒有多大貢獻。；出席同一場合的文化局局長梁惠敏表示，不同旅客有不同選擇，不排除仍有很多旅客選擇深度遊，他們真的很想認識澳門的文化，政府繼續做好不同文化節慶活動[49]。

## 6月13日
- 澳門自來水表示，2023全年澳門整體用水上升7.1%，尚未恢復至2019年的水平。但2024年1至4月全澳整體用水按年上升10.8%，則已恢復至2019年的水平，其中商業用水更大幅增加兩成，但住宅用水量較2019年下降，主要原因是居民節水意識提升或疫後居民外遊的影響所致[50]。
- 海事及水務局表示，自2016年調升水費後，內地供澳原水已上升20%，但考慮澳門本地經濟情況和市民承受能力，近期、短期內她們沒有加價計劃。至於新城A區至新城B區跨海連接通道方面將穿過友誼大橋和既有航道，當局指由於會有船隻經該橋出入外港，建造部門在設計橋時一直有與該局保持聯繫，包括通航孔的高度和寬度[51]。
- 2021年的澳門黑沙海灘埋屍案，終審法院維持原判，疑兇被判處29年徒刑並不獲減刑。合議庭指出，疑兇的犯罪故意程度極高並對死者施以暴力，使死者產生痛楚及受傷昏迷，從而奪去屬於死者的250000港元據為己有。此外，疑兇在殺死死者後反映出其手段極為殘忍及冷酷無情，顯示其對他人生命的極端冷漠以及不尊重，雖然在庭上承認有關被指控事實，並表示後悔，但其在庭上表現十分冷漠，同時沒有對死者家屬作出道歉和賠償，綜合考慮案中查明的事實和情節，以及由此而反映出來疑兇的人格，因此維持原判[52]。
- 歐洲聯盟發表《2023年澳門特區年度報告》，澳門特別行政區政府及外交部駐澳門特派員公署指報告對澳門的政治和社會發展情況作出一些不實評論，對澳門修改《維護國家安全法》等多項法律進行指責，對此表示強烈不滿和堅決反對[53]。
- 澳門立法會第一常設委員會舉行會議，就分析及討論《道路交通法》法案，會後議員表示政府取態保留輕微違反制度，但有部分委員對之不認同[54]。

## 6月14日
- 據澳門電台葡文頻道報道引述消息指，政府計劃於澳門葡京人旁邊的一幅面積近10萬平方米的官地作為五萬人戶外演出場地，社會文化司司長辦公室回覆該台查詢時稱，當局仍在物色大型戶外演唱會場地，並評估中，如有詳情將適時公布[55]。
- 俗稱“還息不還本”的「中小企業援助計劃」、「青年創業援助計劃」的還款期上限由8年延長至10年；仍處還款期的受惠企業，亦可獲自動延長兩年的還款期。行政會完成討論《修改第9/2003號行政法規〈中小企業援助計劃〉及第12/2013號行政法規〈青年創業援助計劃〉》行政法規草案，法規自公佈翌日起生效，計劃將有約12,000宗個案受惠，涉款方面約5億元[56]。
- 濠江中學附屬橫琴學校於2024／2025學年啟運，行政會完成討論《二零二四／二零二五學校年度廣東省學校就讀學生就學財政支援》行政法規草案，法規自公佈翌日起生效。待遇趨同澳門免費教育津貼制度。該校學生津貼達1,080萬元，計算方式與澳門的免費教育學校相同。政府除了發放免費教育津貼外，亦會透過教育基金資助該校[57]。

## 6月15日
- “澳琴情懷資助計劃”首日出團，不少社團組織居民參團。上午在橫琴口岸亦見不少團體組團出發[58]。
- 第一屆澳門醫學論壇舉行，中港澳三地政府部門、醫療及學術機構、社團等超過100名嘉賓出席[59]。

## 6月16日
- 澳門旅遊局表示，2024年前5個月澳門入境遊客累計約1417.8萬人次，日均入境遊客逾9.3萬人次，比2023年同期增加50.3%。第一季度旅客總消費錄得203.5億澳門元，較去年同期增加35.9%。種種跡象顯示，旅客到澳門旅遊及消費意願繼續上升，澳門旅遊業發展態勢向好[60]。

## 6月17日
- 文化局公布大型戶外演出場地選址，臨時用作的表演場地正式命名為“澳門戶外表演區”，選址路氹城澳門葡京人旁邊的一片面積達94,000平方米的國有土地，臨時用作「澳門戶外表演區」，表演區位於機場大馬路及網球路交界、場地北迎網球路、東北面為機場大馬路，預計容納觀眾人數約為五萬人；當前特區政府多個部門正為表演區進行方案設計及工程招標的準備工作，預計在2025年投入使用[61]。
- 社會協調常設委員會開全體會議，政府經一年檢討後建議再推新一輪臨時產假報酬補貼計劃，限百人內的中小企申請，並擬追溯至2023年措施完結後，以體恤中小企經營情況[62]。
- 行政長官賀一誠出席“機遇澳門”主題採訪活動時表示，澳門要傳承、弘揚好愛國愛澳優良傳統加速融入國家發展大局加快建設橫琴粵澳深度合作區持續推進經濟適度多元， 同時以具體行動去擦亮澳門國際大都市的“金名片”[63]。

## 6月18日
- 澳門立法會細則性通過《經濟房屋及夾心房屋的樓宇獨立單位的移轉制度》法案，於9月1日起正式生效。法案主要修改在於簡化及加快批給程式，法案建議直接從責任管理、使用和開放國家土地的實體的澳門特別行政區政府在取得國家私產土地上建造的經濟房屋及夾心房屋的獨立單位，而非從承批人澳門房屋局取得，取消以往將土地租賃批給所衍生的權利賦予房屋局，但對預約購買人的保障沒有影響[64]。
- 《小販管理制度》法案在立法會獲一般性通過。法案訂明由市政署負責管理小販業務，凡於公共地方進行零售或提供服務的活動者，均須事先取得市署發出的小販准照，而法案亦賦權署方採取各項措施監察小販的經營情況及維持經營秩序。除公共部門或實體舉辦及管理的活動，以及私人實體在獲許可下進行屬臨時性的零售或提供服務的活動則除外[65]。
- 《修改〈電子政務〉及〈以電子方式送交訴訟文書及支付訴訟費用〉》法案在立法會細則性通過，法案內容包括擴展公務通訊、文件及電子證明適用範圍；完善電子文件替代紙本文件規定；賦予電子公告法律效力；改善數碼化接待程序；明確公共部門以數碼化方式向司法機關移送卷宗及文件等[66]。
- 臨時“澳門戶外表演區”正式選址公佈後，社會文化司司長歐陽瑜接受傳媒傳訪時表示，計劃在年底舉辦活動試運行，爭取在2025年首兩個月內舉行首場表演。期望透過舉辦大型演藝活動，發揮“文化＋”作用，吸引更多旅客來澳[67]。
- 立法會土地及公共批給事務跟進委員會開會跟進《澳門特區經濟適度多元發展規劃（2024至2028年）》中關於土地保障的措施，政府官員列席回應議員詢問。主席崔世平會後表示，委員會建議當局結合社情民意，健全閒置土地的臨時批給執行細則，以利善用土地資源[68]。

## 6月19日
- 社會保障基金公布非強制性中央公積金制度二零二四年度預算盈餘特別分配款項名單。本年度共有389,346人被列入名單，183,181人不被列入，首次符合分配資格的居民可同時獲得一次性鼓勵性基本款項10,000元，共9,178人，合共預算為28.17億元[69]。
- 統計暨普查局資料顯示，受訪飲食商戶在該年4月的營業額按年下跌11.8%；西式餐廳的營業額下跌22.8%，茶餐廳及粥面店則上升0.3%。零售業方面，受訪商戶4月的營業額同比下跌32.3%；各類受訪零售商戶的營業額均錄得按年跌幅，當中以鐘錶珠寶(-44.6%)的跌幅最明顯[70]。
- 位於石排灣公屋群內的行人天橋系統正式落實規劃連通，其中「石排灣和諧大馬路空中走廊」開展該項目的編制計劃工作，項目將計劃對石排灣區現有及進行中的行人天橋作重整，規劃總長約485米，分別是於和諧廣場及和諧大馬路的中央位置加設，將連接位於和諧廣場及和諧大馬路現有的三組行人天橋及正進行設計的業興大馬路空中走廊，創造以立體步行方式連通區內東西向和南北向的通達條件[71]。

## 6月20日
- 政府推出針對政府紙本文件推出「智取易」智能文件櫃，居民可選擇在自助服務中心24小時領件，首階段涵蓋行政法務司四個部門共45項服務。還有推出全新的多功能自助服務機及政府印刷品自助售賣機[72]。
- 橫琴和澳門兩地政府部門續推澳門政務服務向橫琴粵澳深度合作區延伸，最新是在橫琴政務服務中心增設自助領證機、增加「澳證易」自助服務機服務，以及在一戶通增預約到中心辦理內地駕駛證、居住證和回鄉證三項服務[73]。

## 6月21日
- 教育及青年發展局表示，關注近日有家長對一所學校新學年轉換教材一事持有不同的意見。在學校選用或更換教材方面，教青局在《學校運作指南》中有相關指引，建議學校在評選教材時需審慎評選適合學生身心發展和學習所需的教材[74]。
- 政府公報刊登公告，行政長官賀一誠於6月21日至7月3日期間休假，特首職務由行政法務司司長張永春暫代[75]。
- 第15屆國際基礎設施投資與建設高峰論壇”一連三日200多場專題及配套活動順利完成，合共安排230場商務洽談，其中逾50場有澳琴企業參與。今屆大會促成38份協議，合作金額130億美元，增長近一倍。合作項目包括電力工程、水利建設、交通運輸、綠色工程、礦產資源、大型建設等，覆蓋亞洲、非洲、拉丁美洲和歐洲的22個國家和地區，當中5份簽約項目與澳門企業相關[76]。

## 6月22日
- 公安部聯同澳門警方加強與本澳協作打擊“換錢黨”不法行為，澳門司警表示近年亦配合國家公安部的工作，將上述不法行為衍生的罪案減至最低，亦提到本地青少年涉及毒品案有增加趨勢，情況不容輕視[77]。
- 配合內港南雨水泵站及下水道第三期工程雨水及污水下水道施工，新馬路與道德巷的一段火船頭街以及鹽巷、河邊新巷與馬博士巷之間對出的一段比厘喇馬忌士街於當天起臨時圍封，首期工程預計7月完工[78]。
- 社會工作局表示，政府長者公寓於7月進入揀樓程序，屆時會分批按申請人的得分為揀樓次序，當局將陸續發信予所有合資格的申請人，預計10月將有首批長者入住；對於當局發佈一段關於鼓勵生育的宣傳短片惹社會爭議，當局回應指該短片的出發點是期望鼓勵居民生育，緩解少子化、人口老齡化的發展狀況，局方留意到社會各方反應，聆聽不同的意見和見解，日後推出宣傳推廣資訊時，會多加注意和作為參考[79]。

## 6月23日
- 治安警察局發布2024年首五個月共錄得違反道路交通法或規章達30.5萬宗，與2023年同期上升1%，單在5月份共檢控違反道路交通法或規章逾7.4萬宗，行人違法過馬路首五月有4,081宗，同比上升4.55倍，5月共檢控641宗，按月上升逾47%[80]。
- 政府長者公寓裝修工程及統籌物業管理服務直接判給「中國建築工程（澳門）有限公司」，金額超過二億元。至於總租金為三千多萬元的長者公寓商舖，政府則以公開招標方式判給「萬豪軒集團餐飲管理有限公司」[81]。
- 粵港澳三地警方展開“雷霆2024”聯合反罪惡巡查行動，當中澳門司警派員到賭場針對“換錢黨”活動，經調查，證實當中五名人士從事非法兌換貨幣活動，但並未發現在澳門涉及其他犯罪行爲，司警局遂將該五名中國大陸人士移送治安警察局出入境管制廳處理。而另一名男子則稱其丟失旅遊證件，經核實沒有涉及逾期逗留並在司警局報案中心完成報失程序後已獲准予自行離開[82]。

## 6月24日
- 《海洋功能區劃》與《海域規劃》出台，當中海洋功能區細分至十九個區，新增的為「輕軌保障區」，並列出規劃及在建中九大主要涉海項目。「輕軌保障區」是用於保障輕軌及其附屬設施建設及運作的海域，設一個功能區，即輕軌東線保障區，位於近關閘口岸海邊一段的北區灘塗和水域；海洋自然保護區（路氹海洋自然保護區，蓮花大橋近岸一帶）及海洋特別保護區（路環海洋特別保護區，路環以南含竹灣和黑沙海灘）各維持一個區不變[83]。
- 《海洋功能區劃》公佈劃圖中，在嘉樂庇總督大橋一段的路橋隧區大幅縮水，意味原在舊橋兩側建海底隧道的「第五通道」之規劃很可能經已擱置，直至2040年[84]。
- 位於路環黑沙海灘南面的「生態島」已經列入《澳門特別行政區海洋功能區劃》中，關於廢棄物處置用海區的條文之內。第二十二條列明，廢棄物處置用海區是用於處置符合海洋環境保護要求的工業廢渣及城市建築廢料等廢棄物的海域。廢棄物處置用海區設有兩個功能區，分別為九澳港廢棄物處置用海區和路環南廢棄物處置用海區[85]。
- 嘉諾撒聖心中學小學部新學年轉用簡體字中文教科書惹起爭議，最終妥協恢復使用教青局旗下的繁體字教材；教育及青年發展局局長龔志明被傳媒詢問有否了解長家的憂慮，他聽到問題兩秒後回答，相信學校與家長的溝通過程中，家長有很多不同意見，學校充份聽到、吸收後作出選擇[86]。
- 大三巴牌坊於6月12日中午的強對流天氣期間，前地石階發現有石塊落下一事，澳門文化局經過多方面調查及資料比對，初步認為事件屬大三巴立面上方第二層聖像壁龕受到雷電側向撃中所致，後續文化局將進行修復及與專業文保機構研究應對方案[87]。
- 新城A區A2地段公屋地盤發生工業意外，一名負責在外棚進行鋁模板工作的中國大陸男工人，被人發現從高處墮下受重傷，送往山頂醫院搶救。勞工事務局對意外造成一名外僱受傷高度關注。對相關承造商發出停工通知[88]。

## 6月25日
- 大三巴牌坊有石塊受到雷電側擊而脫落，澳門文化局將會請求國家文物局內專業文保單位研究適合文化遺產的避雷系統。另外，九澳聖母村三個位處戶外的聖像出現缺損，經過天主教澳門教區評估考慮，文化局計劃對聖像作出更換，經已得到文化遺產委員會認同[89]。
- 新城A區至新城B區跨海連接通道被質疑超出保護世遺──燈塔景觀的法定限高，且對體現「世界遺產的突出普遍價值」的關鍵視域造成改變。澳門文化局回覆傳媒查詢時表明：「未見有需要向世界遺產中心提交資料。」並解釋新城A、B區行車天橋僅局部一段處於法定限高範圍內南端一側，涉及面積約佔法定限高範圍總面積的0.34%，對澳門歷史城區及東望洋燈塔向外港方向的主要望海景觀未有產生干擾，且根據相關世遺保護要求，其對歷史城區未有產生影響[90]。
- 橫琴口岸自6月30日起分階段恢復貨物及其運輸車輛通關[91]。
- 美國國務院《2024年度販運人口報告》將澳門特別行政區評為第3級類別，澳門特區保安當局表示強烈不滿和堅決反對[92]。
- 作為林茂塘空中走廊一部分的沙梨頭海邊大馬路行人天橋首期建造工程動工，預計2025年9月完工[93]。

## 6月26日
- 政府公報刊兩間公共巴士服務公司2023年度營業帳目簡報，扭轉過去兩年的經營虧損，其中，新福利稅後利潤近3,900萬元，而澳巴則近1,400萬元，分別按年增長約240%和150%。另外，公報也有刊澳門電召的士服務股份有限公司營業帳目簡報，其董事會報告摘要就未提2023年盈利多少，只謂2023年疫後市民出行及遊客用車需求變大，他們致力滿足需求，而公司業務的穩步增長[94]。
- 黑沙環東華新邨一個低層單位傍晚發生火警，網上片段顯示，火勢一度非常猛烈及有大量濃煙。消防員接報到場將火救熄，火警中數十名居民自行疏散到安全地方，當中六名男女因吸入濃煙感到不適送院治理，消防經檢查起火原因懷疑房間充電器故障引致[95]。
- 一名治安警察局警員在橫琴口岸的士站，在拘捕一名逃跑女子時，扯著她頭髮前行。有關影片事後在網上瘋傳，引起熱議，網民對警員的行為有不同意見，治安警隨後回應承認警員的處理方式有不妥之處，將展開調查；並公佈事發經過，於當天中午在該口岸的士站制止一宗多人毆鬥事件，期間一名涉案女子趁機逃離現場，處理警員立即作出追截，為防止該名女子繼續逃跑，遂伸手抓住其頭髮以作出控制[96]。

## 6月27日
- 大型奢侈品免稅店集團「DFS」（迪斐世集團）向員工推「自願無薪假」計劃，要求員工七及八月最少放六天「無薪假」，並指這是權宜之計，無強迫之意。勞工事務局局長黃志雄回應稱，暫無收到本地僱員的投訴，並透露已主動約見有關公司提醒要守法[97]。
- 交通事務局旗下手機應用程式“交通資訊站”及“澳門出行”兩個應用程式將進行合併，屆時“交通資訊站”APP的所有功能，包括公共停車場實時資訊、道路交通視頻、網上服務及電子繳費、即時路況消息推送及重要活動資訊等均會整合至“澳門出行”APP並升級為“澳門出行” 2.0測試版[98]。

## 6月28日
- 《關於提高自香港澳門進境居民旅客攜帶行李物品免稅額度的公告》（財政部海關總署稅務總局公告2024年第7號）正式發佈，自2024年7月1日起，對自澳門進境的、年滿18周歲的居民旅客，攜帶在境外獲取的個人合理自用行李物品的免稅額度，由現時5000元人民幣提高至12000元人民幣。同時，居民旅客在口岸進境免稅店可購買一定數量的免稅商品，連同在境外獲取的個人合理自用行李物品總值不超過15000元人民幣，予以免稅放行。行政長官賀一誠代表澳門特區政府對中央再次出臺惠澳措施致以衷心的感謝[99]。
- 立法會公共行政事務跟進委員會舉行會議，跟進「行政當局關於預防自殺的機制，以及相關的支援措施」，結束後有傳媒關注政府有否評估本澳學生的自殺狀況屬於甚麼級別，是否嚴重？委員會主席鄭安庭回應，委員會關心預防自殺的機制、相關的支援措施；至於是否嚴重，委員會沒有籠統地詢問。對於傳媒追問學生自殺的數字和原因，委員會秘書李振宇證實，當局沒有提及相關內容[100]。
- 台灣當局調升港澳旅遊警示，澳門特區政府指肆意抹黑本澳維護國家安全法制建設，歪曲澳門政治及社會發展情況，澳門特別行政區政府表示強烈不滿並予以嚴厲譴責。台灣當局為求政治私利，罔顧客觀事實，公然污蔑澳門法治和人權狀況，企圖在島內製造恐慌、破壞澳台兩地民眾交往，足見其用意之險惡、手段之卑劣。特區政府鄭重呼籲台灣當局真誠顧念台灣民眾福祉，珍視兩地民眾情感，停止利用澳門進行各種政治操弄，損人害己[101]。
- 2024年澳門特別行政區行政長官選舉選舉委員選舉報名期即將結束，選舉管理委員會表示各界別報名反應比較踴躍，已合共收到逾三百人報名，而有關擁護效忠的參選資格審查工作也已順利、有序開展[102]。

## 6月30日
- 前澳門立法會直選議員區錦新在週報《訊報》連載三十五年的專欄「丹心集」無預告下突消失。區表示，因「特別的政治原因」，為免報社「難做」，故無奈主動「停筆」。他又料新聞檢查壓力未來只會有增無減[103]。
- 公共建設局回覆澳門立法會直選議員高天賜提出關於直接批給輕軌東線行車系統的質詢時表示，不同品牌的行車系統均有其封閉性和獨立性，故考慮建設延伸線時，其與已運行線路的相容性及系統穩定性，對日後運作和乘客安全至為關鍵，以上是軌道運輸系統的基本認知。而東線是所有工作項目的判給價格仍屬合理水平[104]。
- 路氹城新濠影匯酒店於29日下午發生集體打鬥事件，多名治安警使用警棍和盾牌到場制止，期間有警員使用警棍和盾牌，將涉嫌參與毆鬥人士分開和制服，一名中國大陸籍男子報稱受傷送院治理，初步懷疑因金錢問題發生糾紛和動武[105]。
- 橫琴口岸恢復貨物及其運輸車輛通關第一階段安排正式實施，僅恢復琴澳之間貨物通關，過境深合區貨物（經深合區直接往來內地與澳門的貨物）暫不能通關；供澳鮮活產品及其運輸車輛，供澳危化品及其運輸車輛通關安排維持不變；貨物經橫琴口岸進出口應採用電子報關方式完成報關[106]。